# Michel Glardon
Michel Glardon, né à Morges le 29 mai 1943 et mort le 22 juillet 2003, est un éditeur, député et sociologue vaudois.

## Biographie
Michel Glardon étudie les sciences sociales à l'Université de Lausanne, puis il choisit de poursuivre ses études à Paris et à Toronto. En 1967, il met le cap sur le Burundi où pendant trois ans il travaille pour l'Association internationale de développement rural.
À son retour à Lausanne, il est nommé tuteur général du canton de Vaud en 1970. En 1973, il démissionne car son employeur refuse de nommer un assistant social sous prétexte qu'il est membre de la Ligue marxiste révolutionnaire. 
En 1976, il fonde les Éditions d'en bas. Devenu éditeur, Michel Glardon n'abandonne pas le militantisme et crée le Groupe action prisons (GAP). En 1989, il rejoint le parti Alternative socialiste verte. Élu au Grand Conseil en 1990, il préside le groupe des Verts. Michel Glardon décide en 2001 de quitter la direction de la maison d’édition qu’il a fondée vingt-cinq ans plus tôt. Il passe le flambeau à Jean Richard, né en Afrique du Sud où ce dernier a suivi des études d'histoire et de littérature et où il s'est également beaucoup engagé contre l'apartheid.

## Sources
- « Michel Glardon », sur la base de données des personnalités vaudoises sur la plateforme « Patrinum » de la Bibliothèque cantonale et universitaire de Lausanne.
- Yves Tenret, « Éditions d'en bas : militantisme et fidélité : entretien avec Michel Glardon », Voir, no 49,‎ 1988, p. 30-31 (lire en ligne, consulté le 4 février 2022)
- 24 Heures, 10 juin 2001 et 24 juillet 2003 (p. 22 avec des photographies)
- Pierre Chessex, « Hommage à Michel Glardon (1943-2003) », Cahiers AEHMO (Cahiers d'histoire du mouvement ouvrier), no 19,‎ 2003, p. 175-176 (lire en ligne, consulté le 4 février 2022)